# Petits Meurtres à l'anglaise
Pour plus de détails, voir Fiche technique et Distribution.
Petits Meurtres à l'anglaise (Wild Target) est une comédie dramatique britannique, remake du film français Cible émouvante, réalisé par Jonathan Lynn, et sorti le 7 juillet 2010 en France.

## Synopsis
Victor Maynard (Bill Nighy) est un assassin vieillissant et agissant exclusivement en solitaire. Il n'a de contacts qu'avec sa mère Louisa (Eileen Atkins), parfaitement au courant de son métier. Il est un jour engagé pour tuer Rose (Emily Blunt), une voleuse de tableaux, mais malgré son efficacité légendaire, il se retrouve incapable de l'éliminer, car il commence petit à petit à éprouver des sentiments pour elle. Il épargne donc sa vie, et se retrouve, à la suite de ces évènements, affublé d'un jeune apprenti, Tony (Rupert Grint). 
Cependant, Ferguson (Rupert Everett), l'homme qui avait engagé Victor Maynard en premier lieu pour assassiner Rose, ne compte pas en rester là et engage alors un autre assassin de renom, Hector Dixon (Martin Freeman) pour finir le travail.

## Fiche technique
- Titre original : Wild Target
- Réalisation : Jonathan Lynn
- Scénario : Lucinda Coxon (en), d'après Cible émouvante, un scénario original de Pierre Salvadori
- Photographie : David Johnson
- Musique : Michael Price
- Production : Martin Pope et Michael Rose
- Distribution : CinemaNX
- Durée : 98 minutes
- Pays d'origine :  Royaume-Uni et  France
- Langue : anglais
- Budget : 8 000 000 $
- Date de sortie : Royaume-Uni : 18 juin 2010

## Distribution
- Bill Nighy (VF : Georges Claisse) : Victor Maynard
- Emily Blunt (VF : Céline Mauge) : Rose, la cible
- Rupert Grint (VF : Alexis Tomassian) : Tony, l'apprenti
- Rupert Everett : (VF : Arnaud Arbessier) : Fergusson
- Eileen Atkins (VF : Monique Martial) : Louisa Maynard, la mère de Victor
- Martin Freeman : (VF : Bruno Choel) :  Hector Dixon
- Gregor Fisher : Mike
- Graham Seed (en) : l'Expert
- Stephanie Lammond : la Réceptionniste de l'hôtel
- Philip Battley (en) : le Barman
- Geoff Bell : (VF : Emmanuel Curtil) : Fabian
- Sia Berkeley (en) : la Réceptionniste de l'hôtel
- Jaùes P'Donnell : Barney
- George Rainsford (en) : le Serveur
- Alexis Rodney : le Réceptionniste de l'hôtel peu scrupuleux
- Adrian Schiller : le Faussaire

## Autour du film
- Le tournage a débuté à Londres le 16 septembre 2008.
- C'est le réalisateur lui-même, Jonathan Lynn, qu'on entend derrière la « voix » du perroquet au début du film.
- Le casier où se trouve l'argent au début du film porte le numéro « 47 », une possible référence au tueur à gage Hitman.
- Ce film est un remake du film français Cible émouvante de 1993, avec Jean Rochefort.